# Chevrolet Cobalt
Chevrolet Cobalt - назва двох не пов'язаних між собою серій легкових автомобілів Chevrolet.

## Перша серія

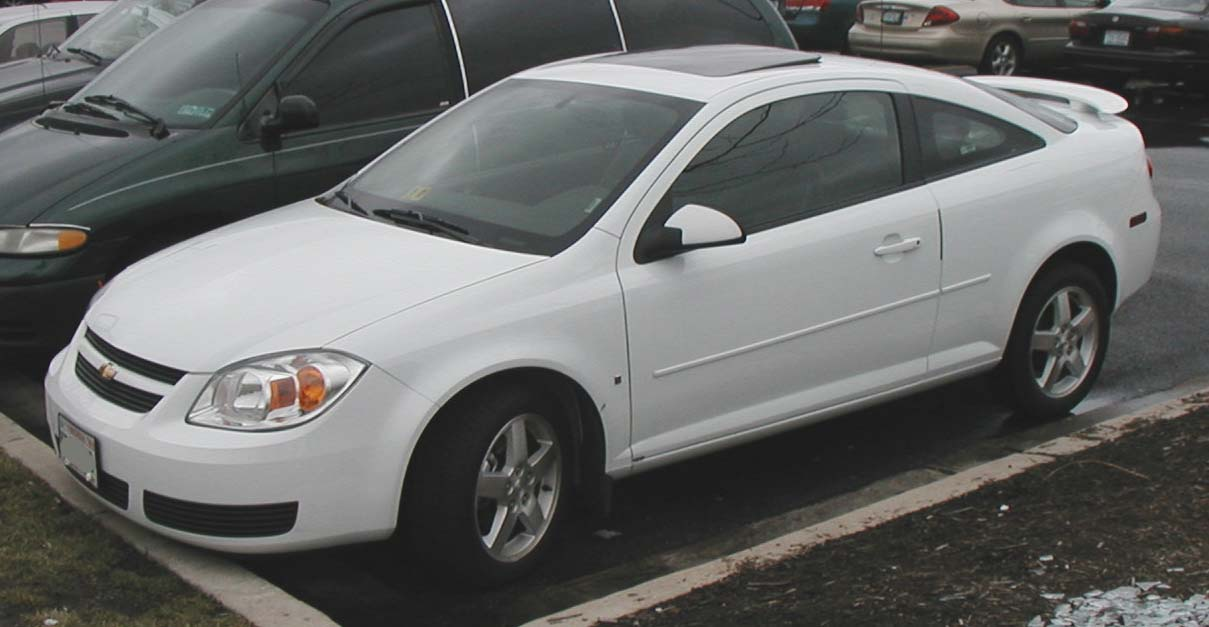
Chevrolet Cobalt купе першої серії

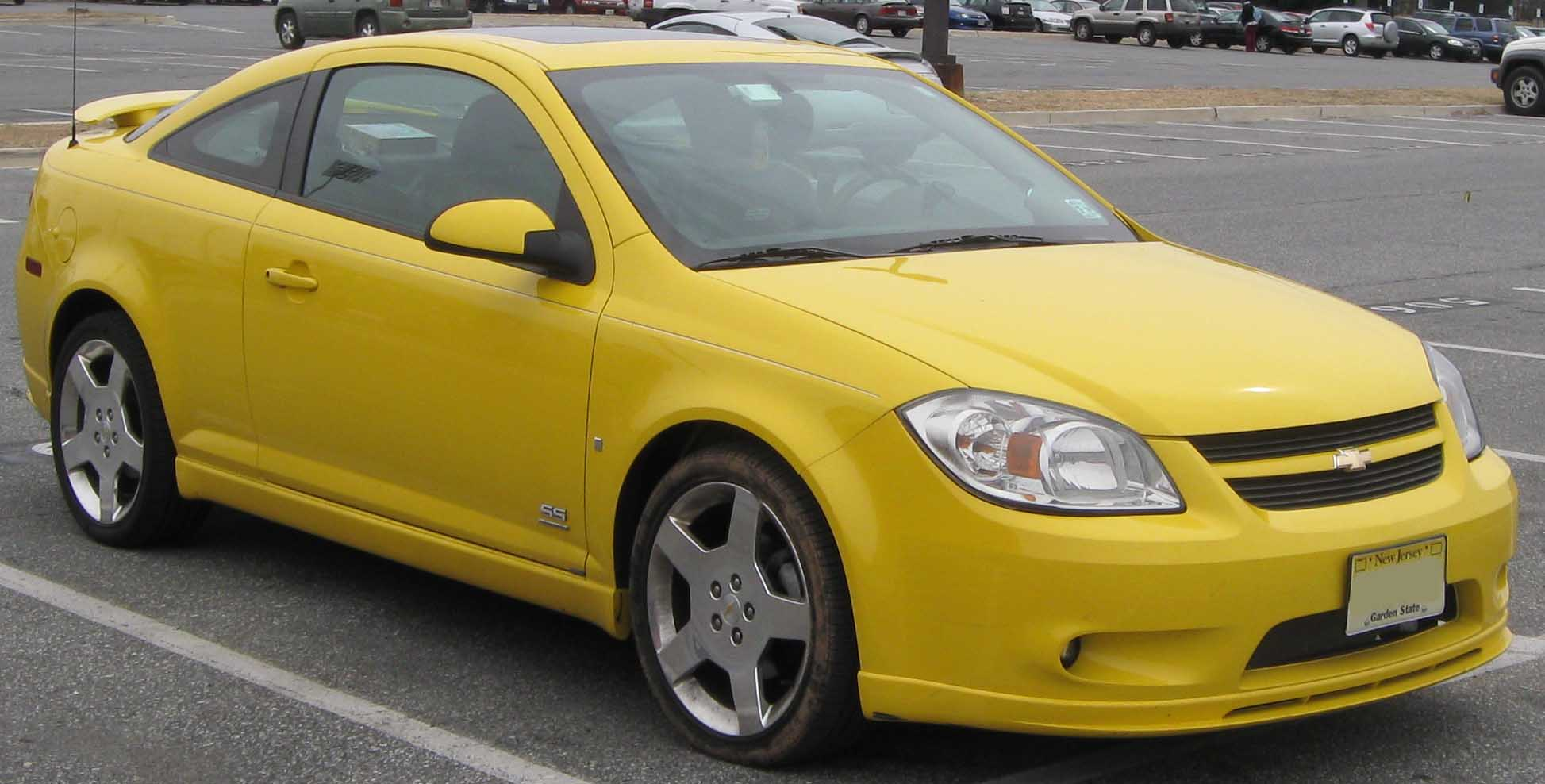
Chevrolet Cobalt SS

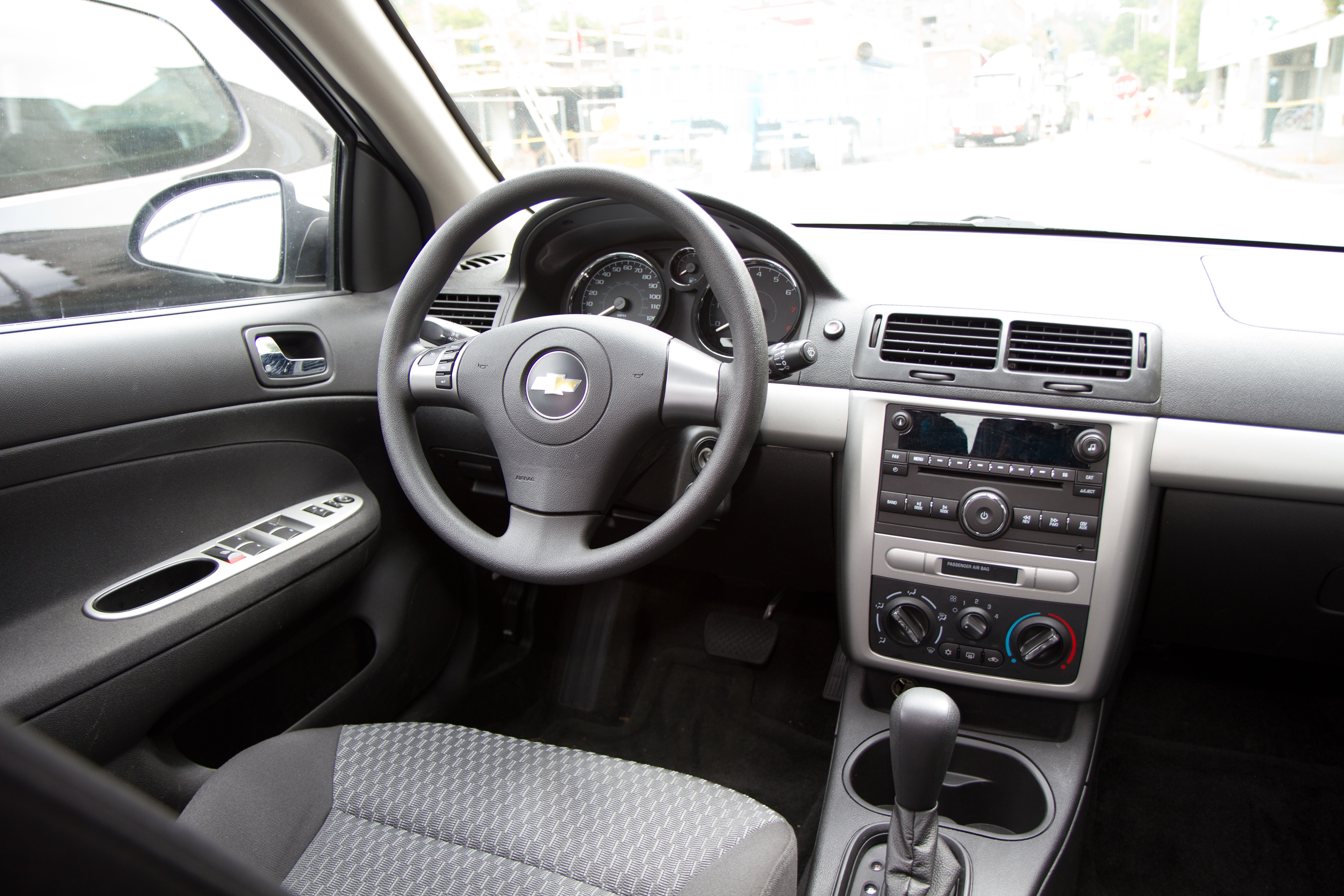

Спочатку під цим індексом випускався американський компактний автомобіль, введений в 2004 і 2005 модельних роках, змінивши собою моделі Cavalier та Prizm.
Також Cobalt продавався як Pontiac G4/G5/Pursuit.
Cobalt випускався з кузовами купе та седан і базувався на платформі GM Delta разом з такими машинами, як Chevrolet HHR, Pontiac G5, Astra (марки Opel, Vauxhall, Holden та Saturn), а також Opel Zafira (семимісний мінівен). Всі Cobalt виготовлялися на заводі GM в Лордстауне, штат Огайо. Відповідно до класифікації американського Агентства з охорони навколишнього середовища ( The United States Environmental Protection Agency), Cobalt відносився до субкомпактного автомобіля.
Передня підвіска - незалежна Макферсон, задня - незалежна торсіонна.
Доступний Cobalt у двох варіантах кузова: седан та купе. Лінійка складається з чотирьох моделей: Base, LS, LT і SS. Топова модель SS доступна лише у кузові купе. Перші дві моделі оснащені 2.2-літровим чотирициліндровим двигуном на 155 кінських сил. Спортивних відчуттів очікувати не доводиться, а от для повсякденної їзди він підходить. 2.2-літровому двигуну часом бракує потужності. Тим не менше, Cobalt впевнено та спокійно входить у повороти та вписується у напружений міських рух. Через електропідсилювач керму бракує зворотного зв’язку. Хоча якість їзди при налаштованій підвісці хороша. Перевагою автомобіля є його економічність. Модель SS відрізняється від решти. Її 2.0-літровий турбодвигун видає 260 кінських сил. Cobalt SS знадобиться 5.7 секунд, щоб розігнатись до 96.5 км/год. У базу цієї моделі входять: передні гальма Brembo, контроль стабільності та бічні подушки безпеки. При бажанні модель можна доповнити самоблокувальним переднім диференціалом та спортивними педалями. 
У 2009 році Chevrolet розробляє заміну Cobalt - модель Chevrolet Cruze (засновану на платформі Delta II). У той же рік вона починає продаватися в Європі, а з 2010 року - і в США. Виробництво Cobalt припинилося в червні 2010 року.

### Двигуни
| Роки випуску | Двигун                    | Потужність | Крутний момент |
| ------------ | ------------------------- | ---------- | -------------- |
| 2005–2006    | 2.2 л Ecotec L61 Р4       | 145 к.с.   | 155 Нм         |
| 2007–2008    | 2.2 л Ecotec L61 Р4       | 148 к.с.   | 155 Нм         |
| 2009–2010    | 2.2 л Ecotec LAP Р4       | 155 к.с.   | 150 Нм         |
| 2006         | 2.4 л Ecotec LE5 Р4       | 171 к.с.   | 163 Нм         |
| 2007–2008    | 2.4 л Ecotec LE5 Р4       | 173 к.с.   | 163 Нм         |
| 2005–2007    | 2.0 л Ecotec LSJ S/C Р4   | 205 к.с.   | 200 Нм         |
| 2008–2010    | 2.0 л Ecotec LNF Turbo Р4 | 260 к.с.   | 260 Нм         |

### Продажі
| Модельний рік | Продажі в США |
| ------------- | ------------- |
| 2004          | 4959          |
| 2005          | 212,667       |
| 2006          | 211,450       |
| 2007          | 200,621       |
| 2008          | 188,045       |
| 2009          | 104,724       |
| 2010          | 97,376        |
| 2011          | 127,472       |

## Друга серія

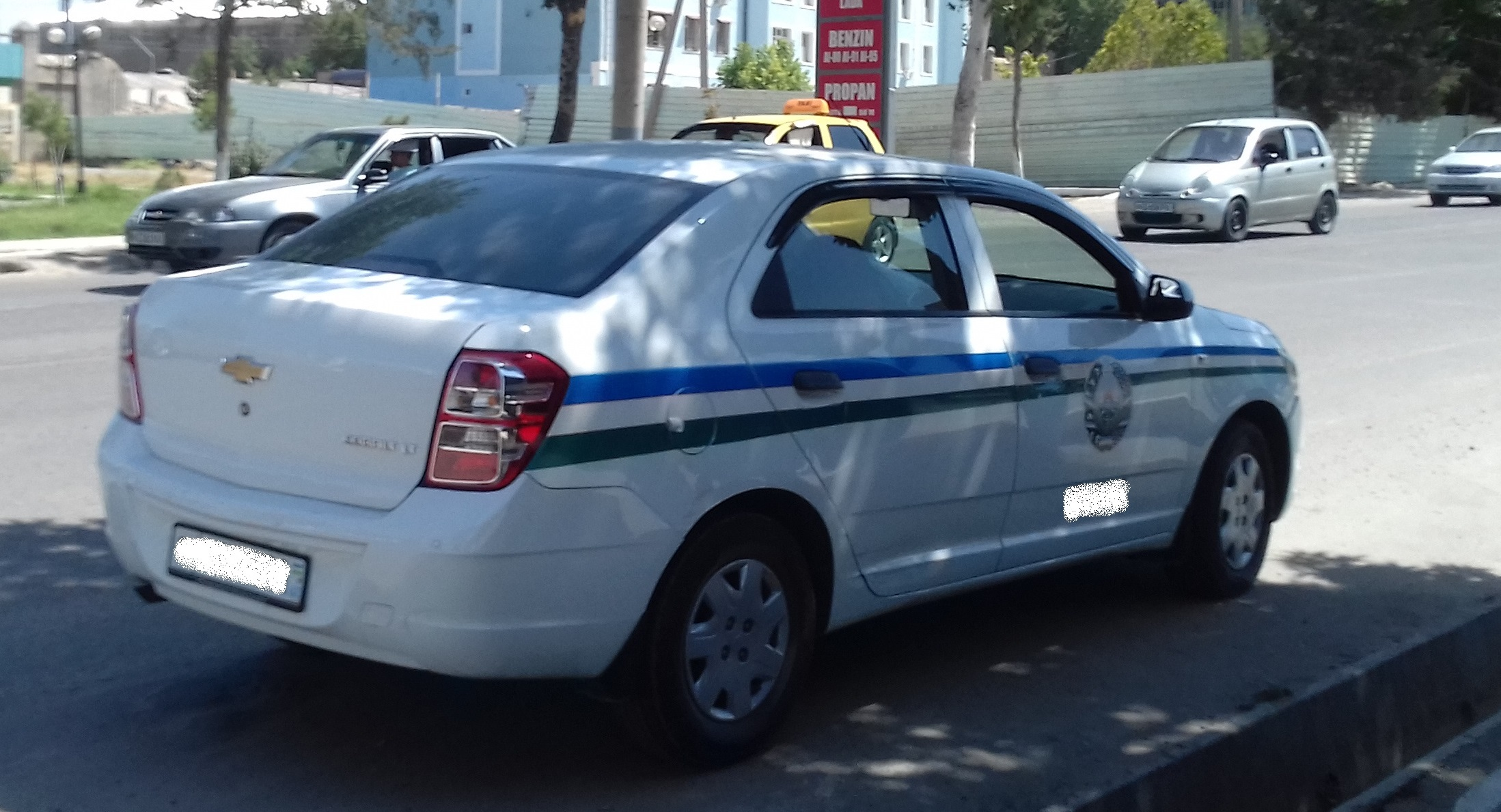
Chevrolet Cobalt ІІ

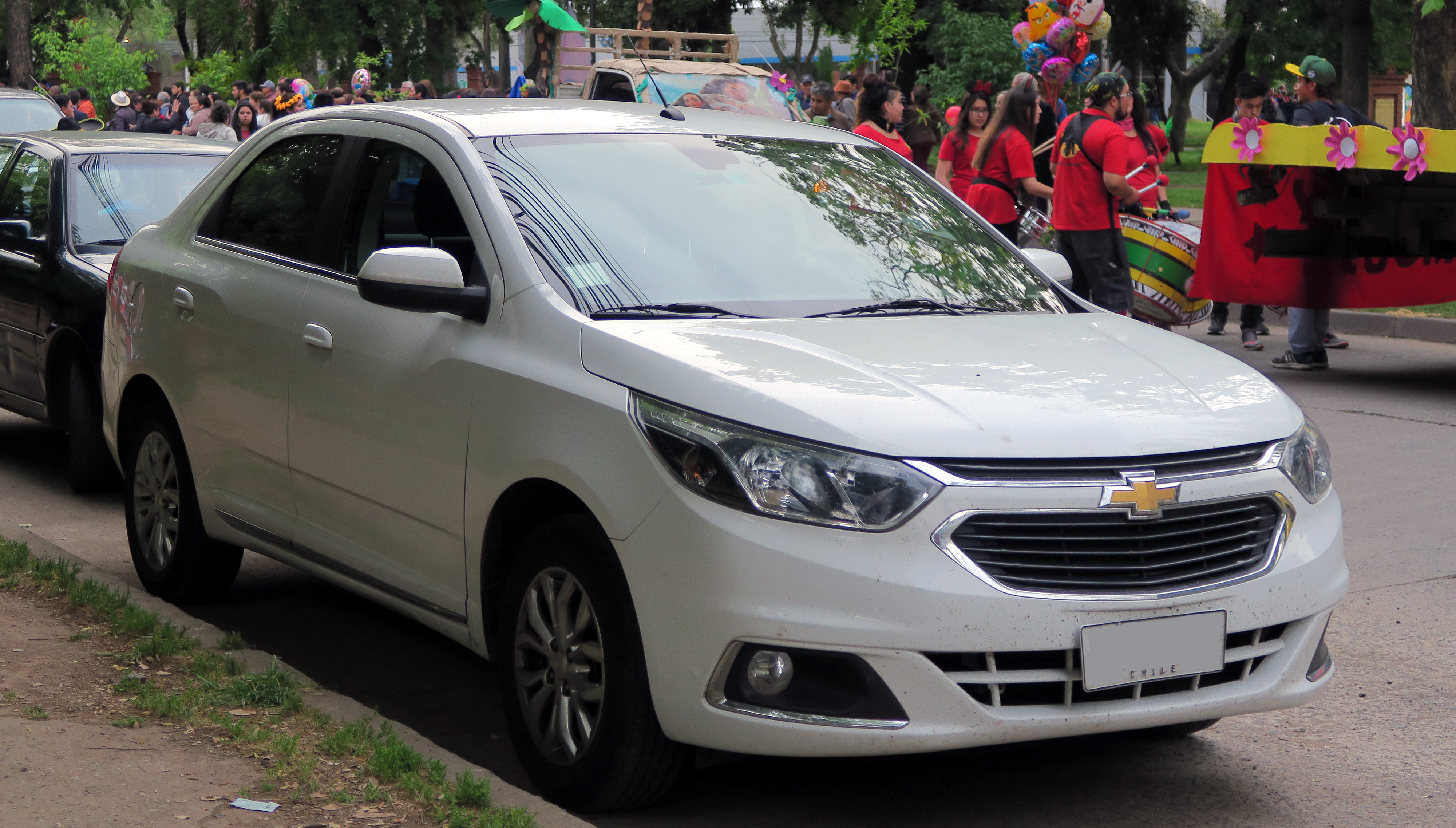
Chevrolet Cobalt ІІ (2016–2019)

У 2011 році назва Cobalt відродилася, але вже для зовсім іншого бюджетного автомобіля, розробленого бразильським підрозділом GM на базі платформи GM Gamma і який за своїми розмірами розмістився між моделями Cruze і Aveo. У 2012 році виробництво Cobalt другої серії стартувало також в Узбекистані для внутрішнього ринку. У серпні 2012 року автомобіль був представлений на Московському автосалоні, а з 2013 року плануються продажі в Росії. Перші машини будуть імпортовані з Бразилії, потім планується почати збірку для російського ринку в Росії чи Узбекистані. Новий Cobalt позиціонується, як конкурент Dacia Logan.
Габаритна довжина седана становить 4479 мм (величина колісної бази 2620 мм), ширина - 1735 мм, а висота - 1514 мм, багажник 563 л.
Підвіска - стійки McPherson спереду і балка, що скручується ззаду.
Як основні будуть запропоновані два бензинові мотори об'ємом 1,4-літра потужність 97 к.с. і 102 к.с., а також більш потужний 1,8-літровий мотор. Їх версії для країн Латинської Америки зможуть працювати також і на етанолі.
Для України і Європи Кобальт комплектується 1,5-літровим бензиновим двигуном потужністю 105 к.с. в парі з п'ятиступінчастою механічною коробкою, але опціонально його можна замовити і з 6-ступінчатою автоматичною трансмісією.

### Двигуни
- 1.4 л 8V EconoFlex І4 97/102 к.с.
- 1.8 л 8V SPE/4 ECO І4 к.с.
- 1.5 л L2C І4 105 к.с.